# سال جهانی زنان
سال بین‌المللی زنان (IWY) نامی بود که به سال ۱۹۷۵ توسط سازمان ملل متحد داده شد. از آن زمان، روز ۸ مارس به عنوان روز بین‌المللی زنان جشن گرفته می‌شود و دهه سازمان ملل برای زنان از سال ۱۹۷۶ تا ۱۹۸۵ نیز تأسیس شد.

## تاریخچه
این موضوع از نیویورک سیتی در تاریخ ۸ مارس ۱۸۵۷ آغاز شد، زمانی که کارگران زن صنایع نساجی در اعتراض به شرایط کاری ناعادلانه و حقوق نابرابر برای زنان دست به راهپیمایی زدند. این یکی از اولین اعتصابات سازمان‌یافته توسط زنان شاغل بود که طی آن خواستار کاهش ساعت کار و دستمزدهای مناسب شدند. پس از سال‌ها کار توسط کمیسیون وضعیت زنان سازمان ملل متحد (CSW) برای تصویب اعلامیه‌ای به منظور حذف تبعیض علیه زنان، در سال ۱۹۶۵، CSW به‌طور جدی‌تری برای تصویب اعلامیه‌ای برای تأمین حقوق بشر زنان آغاز به کار کرد. پس از جمع‌آوری پاسخ‌هایی که مسائل مختلفی چون آموزش، اشتغال، ارث، اصلاحات کیفری و سایر مسائل را از بازیگران دولتی، نمایندگان سازمان‌های غیردولتی و کارکنان سازمان ملل شامل می‌شد، نمایندگان CSW اعلامیه اعلامیه حذف تبعیض علیه زنان (DEDAW) را تدوین کردند که در ۷ نوامبر ۱۹۶۷ توسط مجمع عمومی تصویب شد. هنگامی که حمایت برای این اعلامیه جلب شد، گام بعدی آماده‌سازی آن برای تبدیل شدن به کنوانسیون بود. گرچه تأخیرهایی وجود داشت، تا سال ۱۹۷۲، زمانی که کنگره ایالات متحده عنوان ۹ را تصویب کرد که تبعیض را در آموزش برای هر مؤسسه‌ای که از بودجه فدرال دریافت می‌کند حذف می‌کرد، امید به تصویب این اعلامیه شدت گرفت.
در همین حین، اعضای فدراسیون بین‌المللی زنان دموکراتیک (WIDF) مدت‌ها بود که خواهان برگزاری سال بین‌المللی زنان و کنفرانسی برای رسیدگی به نابرابری‌های زنان بودند. از آنجا که WIDF به عنوان ناظر و نه عضو کمیسیون وضعیت زنان شناخته می‌شد، نمی‌توانستند مستقیماً این رویداد را پیشنهاد دهند، اما پیشنهادی را تهیه کردند. آنها توانستند نماینده رومانی در CSW را برای ارائه پیشنهاد خود متقاعد کنند که از سوی فنلاند نیز حمایت شد. در نهایت، CSW این پیشنهاد را تصویب کرده و به مجمع عمومی ارسال کرد که در ۱۸ دسامبر ۱۹۷۲ سال ۱۹۷۵ را به عنوان سال بین‌المللی زنان اعلام کرد. این تاریخ اهمیت داشت زیرا قرار بود در سالگرد سی‌امین سال تأسیس سازمان ملل متحد برگزار شود.
با این حال، در سازماندهی کنفرانس چالش‌هایی وجود داشت. ابتدا، زنان شوروی درخواست برگزاری کنفرانس را رد کردند و فیلیباسازی مذاکرات را آغاز کردند و ترجیح دادند که کنفرانسی مستقل در برلین شرقی برگزار کنند که از ساختار سازمان ملل پیروی نکند. به عنوان بخشی از سیاست‌های جنگ سرد، ایالات متحده پیشنهاد کرد که کنفرانس باید محدود به زنان نباشد بلکه باید بی‌طرفانه از نظر جنسیت باشد، زیرا کنفرانس زنان به تنهایی جدی گرفته نمی‌شد. سرانجام، مکزیکو سیتی توافق کرد که میزبان کنفرانس باشد و CSW آغاز به آماده‌سازی «ماشین‌آلات» لازم برای تأمین تصویب DEDAW کرد. هلووی سیپلا به عنوان معاون دبیرکل امور اجتماعی و بشردوستانه انتخاب شد و مسئول سازماندهی رویدادهای سال قرار گرفت.

## بین‌المللی

### استرالیا
یک کنفرانس تحت عنوان «زنان و سیاست» در سپتامبر برگزار شد، که ۷۰۰ زن در آن شرکت کردند.

### کانادا
رویدادهای سال زنان بین‌المللی در کانادا به‌طور کلی آگاهی زنان کانادایی و همچنین عموم مردم را در مورد مسائل و دستاوردهای زنان افزایش داد. این رویدادها باعث تأسیس انجمن زنان و قانون انتاریو و اتحادیه خدمات، دفتر و کارگران خرده‌فروشی کانادا (SORWUC) شد و بودجه‌ای برای بسیاری فراهم کرد تا در فعالیت‌های آموزشی و هنری شرکت کنند که هدف آن‌ها ارائه دیدگاه‌های زنان بود. یکی از این تلاش‌ها، یک طومار به هیئت ملی فیلم کانادا بود که منجر به ایجاد استودیوی D شد. دانشگاه گوئلف در سپتامبر کنفرانسی را به نلی مک‌کلان و مسائلی که برای او مهم بود اختصاص داد.

### نیوزیلند
در ژوئن، یک کنوانسیون زنان متحد در ولینگتون برگزار شد.

### ایالات متحده
رویدادهای حمایت از IWY در سراسر ایالات متحده توسط سازمان‌های خصوصی و NGOs برگزار شد، مانند رویدادهایی که در کانکتیکات در تاریخ ۱۱–۱۲ ژوئن ۱۹۷۷ و «کنگره کلان‌شهر کلیولند»، در اکتبر برگزار شد. یکی از مهم‌ترین رویدادهای ایالات متحده، که توسط دولت ایالات متحده تأمین مالی شد، در هوستون، تگزاس برگزار شد و اگرچه به عنوان یک رویداد IWY برنامه‌ریزی شده بود، در سال ۱۹۷۷ برگزار شد. کنفرانس ملی زنان ۱۹۷۷ شامل زنانی از هر ایالت در ایالات متحده بود و یک برنامه ملی عمل را توسعه داد که بسیاری از نکات برنامه جهانی عمل را منعطف کرد.

### هند
نخست‌وزیر هند ایندیرا گاندی روز ملی زنان و رویداد سال زنان بین‌المللی را که به‌طور مشترک توسط ۵۰ سازمان زنان در ورزشگاه سرپوشیده NDMC دهلی نو در هند برگزار شد، در باسانت پنجمی، یکشنبه ۱۶ فوریه ۱۹۷۵ افتتاح کرد.

## نتایج
در نتیجه تمرکز بین‌المللی بر زنان در سال ۱۹۷۵، تعدادی از نهادها تأسیس شدند:
- مؤسسه تحقیقات و آموزش بین‌المللی برای پیشبرد زنان (INSTRAW)
- صندوق توسعه زنان سازمان ملل متحد (UNIFEM)
- مرکز منابع مطالعات زنان در جنوب استرالیا در ماه ژوئیه تأسیس شد.[۱۷]

## نماد
IWY همچنین نماد «کبوتر» را معرفی کرد که توسط IWY, CEDAW و UNIFIL استفاده می‌شود. این نماد که یک کبوتر است که با نماد زن و علامت مساوات تقاطع می‌کند، توسط طراح گرافیک ۲۷ ساله نیویورک، والری پتیس اهدا شد. این نماد همچنان نماد رسمی UN Women است و در جشن‌های روز جهانی زن تا به امروز استفاده می‌شود. و در جشن‌های روز جهانی زن تا به امروز استفاده می‌شود.